# Luigi Trombetta
Luigi Trombetta (né le 3 février 1820 à Città Lavinia dans le Latium, et mort le 17 janvier 1900 à Rome) est un cardinal italien du XIXe siècle.

## Biographie
Luigi Trombetta exerce diverses fonctions au sein de la curie romaine, notamment à la Congrégation des évêques. Le pape Léon XIII le crée cardinal lors du consistoire du 18 juin 1899 au titre cardinalice de Sant'Eustachio. 

## Sources
- Fiche sur le site fiu.edu